# Перша аксіома зліченності
Перша аксіома зліченності — властивість деяких топологічних просторів.

## Визначення
Топологічний простір {\displaystyle (X,\;{\mathcal {T}})} задовільняє першу аксіому зліченності, якщо для кожної точки {\displaystyle p} існує зліченний набір відкритих множин {\displaystyle \{O_{p}\}}, такий, що будь-який окіл точки {\displaystyle p} буде містити хоча б одну множину цього набору.

## Властивості
Перша аксіома зліченності є необхідною, хоч і не достатньою умовою для забезпечення такої властивості як друга аксіома зліченності

## Приклади
Першій аксіомі зліченності задовольняють:
- метричні простіри;
- простір неперервних функцій на відрізку та ін.;
- будь-який дискретний топологічний простір.

Вперше розглянув топологічні простори, які володіють такою властивістю, Фелікс Гаусдорф в 1914 році.